# リトアニア・ソビエト社会主義共和国の国旗
リトアニア・ソビエト社会主義共和国の国旗は1940年に最初に制定され、その後1953年に改定されたものが1988年まで使用された。

## 変遷
1940年8月25日にリトアニア・ソビエト社会主義共和国人民セイマス臨時会議が採択した最初のリトアニア共和国憲法では、国旗についてその第117条で次のように定められている。
翌9月27日、リトアニア共和国最高会議幹部会令により、憲法に基づいて制作された国旗が、国章とともに承認された。

1940年8月25日から1953年7月15日までの国旗

1953年7月15日、「リトアニアSSRの国旗について」の最高会議幹部会令により、国旗に変更が加えられた。
制作者は画家のアンタナス・ジュムイジナヴィチュスであり、デザインのモチーフは19世紀に小リトアニアで使用されていた旗である。1955年10月29日には新たな最高会議幹部会令によって国旗についての細則が承認された。
同年12月28日、リトアニア共和国閣僚会議令第612号により承認された「リトアニアSSRの国旗に関する規則の適用に関する指針」は、次のように定めている。
1978年4月20日に採択された新憲法の新憲法の第168条では、国旗の裏面には五芒星と鎌と槌を表示しないことが定められ、1981年4月29日の最高会議幹部会令では、国旗は内陸輸送船の船尾旗、およびリトアニア共和国高官の搭乗した船の公式旗としても使用されることが定められた。
その後、ペレストロイカ時代の1988年11月18日に第11期最高会議第10回会議第3回会合において、リトアニア共和国憲法第168条および第169条の改訂が満場一致で可決された。これにより、1940年当時の国旗と国歌が復活した。

1988年11月18日からソビエト連邦の崩壊を経て2004年9月1日までの国旗

そして、最高会議は1989年5月26日にリトアニアの国家主権宣言を採択し、1990年3月11日にはリトアニア・ソビエト社会主義共和国憲法の停止とリトアニアのソ連からの脱退を宣言した。

## その他
ロシア革命期にリトアニアのボリシェヴィキ政権「リトアニア・ソビエト社会主義共和国」が白ロシア社会主義ソビエト共和国と合併して短期間存在した「リトアニア＝白ロシア・ソビエト社会主義共和国」（リトベル共和国）の国旗は、非公式に赤旗と考えられていた。

リトアニア＝白ロシア・ソビエト社会主義共和国の国旗